# Скутигеры
Скутигеры, или мухоловки (лат. Scutigeromorpha), — отряд хищных многоножек из класса губоногих. 3 семейства и около 100 видов, включая хорошо известных представителей, таких как обыкновенная мухоловка (Scutigera coleoptrata), распространившаяся по всему миру. Монофилия скутигероморф подтверждается многими уникальными признаками. Дыхательная система отличается расположением дыхалец на заднем краю тергитов. Имеют очень длинные латеральные антенны. Они единственные среди всех многоножек, у которых для переноса кислорода используется гемоцианин. 8 вытянутых тергальных пластинок покрывают 15 сегментов тела, которые несут 15 пар ног. Задние ноги удлинены, по длине в два раза превышают ходильные ноги, у некоторых видов задние ноги по длине равны или даже превосходят антенны. Дистальные сегменты задних ног (лапка 1 и 2) вторично подразделены на множество члеников, число которых может превышать несколько сотен. Глаза фасеточные, ультраструктура которых напоминает глаза насекомых и ракообразных. Быстро бегают: скорость передвижения некоторых видов достигает 40 см в сек. Самки откладывают по одному яйцу. Появляющаяся молодь первоначально имеет только 4 пары активных конечностей.

## Палеонтология
Отряд Scutigeromorpha относится к числу древнейших губоногих многоножек. Конечности, типичные для его представителей, были найдены в силурийских и девонских отложениях Уэльса, Шотландии и США. Ископаемые представители отряда известны также из нижнемеловых отложений Бразилии.

## Систематика
Около 100 валидных видов, 26 родов и подродов и 3 семейства. Представляют монофилетическую группу, одну (Notostigmophora) из двух основных ветвей эволюционного древа современных многоножек (ко второй Pleurostigmophora относятся все остальные отряды).
- Pselliodidae
- Scutigeridae
- Scutigerinidae